# Мужское движение
Мужское движение — зонтичный термин, означающий разнородные группы людей, связанные с самоидентификацией их участников как мужчин и вопросами гендерного равенства. Мужское движение зародилось в 1960—1970 годах одновременно с распространением феминизма и зачастую в ответ на него. Группы, входящие в мужское движение, участвуют в различной деятельности, от саморазвития до политического лоббизма и активизма, и принимают различные позиции, от антифеминистических до профеминистических, оно не является единым движением.
Основными течениями мужского движения являются мужское освободительное движение, профеминистское мужское движение, движение за права мужчин, мифопоэтическое мужское движение и христианское мужское движение (в первую очередь «Хранители обещаний»).

## Описание
Мужское движение отличается от других движений, состоящих в основном из мужчин, таких как организации сторонников огнестрельного оружия и ранние профсоюзы, своим вниманием к гендерным вопросам. При этом оно отличается и от движений за гражданские права тем, что состоит из представителей как бы «привилегированной» группы и нацелено не только на общественные изменения, но и на саморазвитие его участников.
Наиболее политически прогрессивные и профеминистические течения мужского движения наименее многочисленны и при этом склонны дистанцировать себя от других течений мужского движения, которое считают защищающим привилегии мужчин, и поддерживать феминистические и антирасистские движения.

## Классификация
Социолог Майкл Месснер выделяет следующие группы внутри мужского движения:
- Группы, акцентирующие внимание на «стоимости маскулинности»: мужчины чаще болеют, меньше живут, чаще страдают от алкогольной или наркотической зависимости; мужчины с меньшей вероятностью обращаются за врачебной помощью и с большей вероятностью прибегают к насилию и опасному поведению; мужчины меньше тратят времени на общение с семьёй. Таковыми группами являются движение за права мужчин, движение за права отцов[англ.], мифопоэтическое мужское движение[англ.], «Хранители обещаний[англ.]».
- Группы, акцентирующие внимание на неравенстве среди мужчин: чёрные мужчины, геи, мужчины — нелегальные иммигранты, бедные мужчины могут не иметь тех же привилегий, что и белые гетеросексуальные мужчины, принадлежащие к среднему классу. Примером является освободительное движение геев.
- Группы, акцентирующие внимание на институционализированных привилегиях мужчин. Такие группы обращают внимание на уровень сексуального насилия по отношению к женщинам, гендерные отличия в уровне дохода[англ.] и другие вопросы, которые интересуют феминисток. Такие группы обычно являются профеминистическими, вроде Кампании белой ленточки и Национальной организации мужчин против сексизма[англ.].

Социолог Майкл Флад выделяет следующие основные течения:
- Мужское освободительное движение: утверждает, что мужчины страдают от мужских гендерных ролей, а жизнь мужчин травмируется ими; представители этого течения акцентируют внимание на страданиях молодых мужчин по мере их социализации и обретения маскулинности. При этом они признают, что как мужчины, так и женщины ограничены их гендерными ролями. Некоторые из них считают, что мужчины, как и женщины, угнетены, и часть этого течения склоняется к движению за права мужчин.
- Профеминистское и антисексистское течение: признавая эти проблемы, большее внимание придаёт мужским привилегиям и гендерному неравенству.
- Движение за права мужчин: признавая вред мужских гендерных ролей для мужчин, представители движения винят в нём женщин или феминизм, отрицая мужские привилегия и считая мужчин реальными жертвами. По мнению одних представителей, феминизм достиг своей цели и женщины имеют большой выбор, в то время как мужчины застряли со своими гендерными ролями; по мнению других представителей, феминизм целенаправленно дискриминирует мужчин, например, скрывая насилие по отношению к ним.
- Мифопоэтическое мужское движение[англ.]: рассматривают маскулинность как подсознательные шаблоны и архетипы, проявляющиеся через мифы и ритуалы, и предлагают помогать себе их изучением и восстановлением психического и духовного здоровья.
- Христианское мужское движение: поддерживают единство мужчин перед Богом и традиционные гендерные роли, являются преимущественно евангельскими и фундаменталистскими; основной пример — «Хранители обещаний[англ.]».

Социальный педагог Детлеф Ax различает четыре течения, в основе которых лежат следующие подходы:
- Критический подход: представители критического подхода пытаются создать новые гендерные отношения. В повседневной жизни это в первую очередь переводится на разделение трудовой, домашней и воспитательной работы.
- Мифопоэтический подход: прибегая к архетипам, мифам и сказкам, представители течения пытаются укрепить самосознание мужчин, чтобы они жили активной, достойной жизнью и были достойными отцами.
- Маскулинный, правовой подход: они выступают за реформу несправедливой опеки и позитивное мужское самосознание. Требуют критического отношения к феминистским позициям.
- Антисексистский / профеминистский подход: основным требованием является отмена патриархата в качестве основы угнетения женщин и мужчин. Представители этого подхода ориентируются на женское движение и пытаются взять на себя так называемые «женские качества».